# Kanat d'Urmia
El Kanat d'Urmia (àzeri: Urmiya xanlığı) fou un estat del nord-oest de l'Iran (província d'Azerbaidjan) dels segles xviii i xix. Administrativament formava part de la província d'Urmia i del Govern General de l'Azerbaidjan. La capital fou la ciutat d'Urmia.

## El kanat
El kanat va ser fundat el 1747 a la mort de Nadir Xah, per part de la tribu turcmana dels afxars dirigida per Fatali Khan, un cap militar de Nadir. El kanat d'Urmia limitava al nord amb el Kanat de Khoy o Khoy, a l'est amb el Kanat de Maragha i el llac d'Urmia (a l'altre costat del qual hi havia el Kanat de Tabriz); al sud i oest limitava amb territori de l'Imperi Otomà. L'estructura administrativa del Kanat estava formada per Magalim o mahals (províncies, districtes): Margavar, Tarkavar, Bardasur, Barada, Sumen, Anza, Dasht, Ushnu, Sulduz, Dol, Nazli, Beykishiyev, Roze i Urmia. El fundador, Fatali Khan Afxar, cap de la tribu Afxar fou un defensor de la unitat política de les terres de l'Azerbaidjan, que va aconseguir unir dominar part del sud del país des del seu kanat i va tenir un paper important a la meitat del segle xviii.
Fatali Khan Afxar es va proposar crear un únic estat a l'Azerbaidjan i convertir-se en el governant suprem. Amb el suport d'un gran nombre de feudals, Fatali Khan Afxar va poder sotmetre fàcilment els kanats de Karadag, de Maragha, de Tabriz, de Sarab i una sèrie d'altres petits feus del sud d'Azerbaidjan. Després de la unió dels kanats azerbaidjanesos, Fatali Khan Afxar va començar a buscar estendre la seva autoritat a tot el Caucas. El 1750 o 1751 va enviar ambaixadors a Kakhètia, al Kanat d'Erevan (o Erivan) i al Kanat de Karabagh exigint ostatges com un signe de submissió. Els enviats, però, van tornar amb una negativa i aviat van començar les hostilitats. A la primavera de 1751 un gran grup de tropes dels turcmans afxars (afxarkihs) es van acostar a la fortalesa d'Erevan i la van assetjar. Però aviat van haver d'aixecar el setge per enfrontar a les forces de Kakhètia que el rei Irakli II havia enviat en ajuda a les tropes assetjades. La batalla va acabar amb la victòria de Fatali Khan Afxar, que va rebre ostatges i contribució. Tots els kanats del sud de l'Azerbaidjan excepte Maku i Ardabil, estaven en mans de Fatali.
El 1755, Muhammad Hasan Khan Qajar va ocupar Urmia que donava suport al seu rival Azad Khan Afgan. Fatali va marxar a Tabriz. El 1756 Azad va aprofitar que els qajar foren rebutjats en el seu setge de Siraz per recuperar Esfahan i Urmia (Fatali Khan) i va perseguir als qajars en retirada cap a la costa Càspia; però en un atac sorpresa a Rasht, l'hivern del 1756-1757, el qajar Muhammad Hasan Khan va derrotar a Azad i seguidament el va expulsar de l'Azerbaidjan; primer el qajar va ocupar Tabriz i després d'una batalla sagnant el juny de 1757 Fath Ali Khan d'Urmia es va sotmetre a Muhammad Hasan i va obrir les portes d'Urmia, i Azad va fugir amb els seus seguidors cap a Bagdad.
A la mort de Muhammad Hasan el 1759, Fath Ali Khan es va revoltar i des de la seva seu d'Urmia es va apoderar altre cop de Maragha i Tabriz i va marxar contra el Kanat de Karabakh amb trenta mil homes, aconseguint el suport d'alguns feudals com el melik Hatim de Jraberd i el de Gulistan, Usub (però no va aconseguir el suport del malik Shahnazarian de Varanda que va seguir al costat de Pana Ali Khan de Karabagh). No obstant això, les forces afxarskis foren incapaços de prendre la ben equipada fortalesa de Shusha (fundada el 1750 com a capital del Karabagh) després d'assetjar-la durant sis mesos. No obstant a mesura que s'esgotaven els defensors pel llarg setge al qual estaven sotmesos, Panah Ali Khan de Karabakh va decidir exteriorment humiliar-se de manera expressa a Fatali Khan Afshar, donant-li al seu fill Ibrahim Khan com a ostatge. Fatali Khan Afxar també va ser capaç d'obtenir el reconeixement del seu poder suprem del Khan de Talysh, Jamal al Din Gara Khan.
Però Pana Ali Khan es va aliar poc després (1761) amb Karim Khan Zand de Pèrsia; el 1762 Pana Alia Khan va estar en guerra contra el kan Kazem Khan de Karadagh, aliat de Fatali Khan, i no va deixar de donar suport a Karim Khan Zand que en el seu combat per l'hegemonia planejava atacar altre cop Urmia.
A l'hivern del 1762 al 1763 Fatali Khan fou assetjat en aquesta darrera ciutat per Karim Khan Zand mentre tot l'Azerbaidjan estava en mans de Karim. Urmia fou conquerida després d'un setge de set mesos. Després de conquerir Urmia, Pana Ali Khan de Karabagh, que havia ajudat en la conquesta, va haver d'acompanyar a Karim Khan Zand a Siraz com a ostatge (on va morir, i el seu fill Ibrahim Khalil Khan fou enviat a Karabagh com a governador).
Mort Fatali Khan les seves possessions es van disgregar. El 1797 els qadjars de Pèrsia van imposar el seu domini al kanat. Va subsistir com a vassall de Pèrsia fins que fou suprimit el 1865

## Kans d'Urmia
- Fatali Khan Afshar Arashlu-1747-1755
- Muhammad Hasan Khan Qajar 1755-1756
- Fatali Khan Afshar Arashlu 1756-1757
- Muhammad Hasan Khan Qajar 1757-1759
- Rustam Khan Afshar Kasimlu-1762-1763
- Bagir Khan Afshar Kasimlu-1763
- Reza Quli Khan Afshar Kasimlu-1763-1772
- Imam Quli Khan Afshar Kasimlu-1772-1783
- Muhammad Quli Khan Afshar Kasimlu-1784-1795
- Qasim Khan Afshar Kasimlu-1795-1796
- Mustafa Quli Khan Afshar Kasimlu-1796-1797
- Muhammad Quli Khan Afshar-Kasimlu (de nou) a 1797
- Hussein Khan Gulu Afshar Kasimlu-1797-1821
- Najaf Quli Khan Afshar Kasimlu-1821-1865